# Landsorganisationen i Sverige

Logo der Landsorganisationen i Sverige

Landsorganisationen i Sverige (LO) ist die größte Dachorganisation von Einzelgewerkschaften in Schweden. Ihr gehören 16 Einzelgewerkschaften an. LO vertritt die Interessen der Arbeiter in Schweden, während Angestellte im Dachverband TCO und Akademiker im Dachverband Sveriges Akademikers Centralorganisation (SACO) organisiert sind. Vorsitzende des Dachverbandes ist seit 2012 Karl-Petter Thorwaldsson.
LO ist Mitglied des  Internationalen Gewerkschaftsbundes (IGB) und des  Europäischen Gewerkschaftsbundes (EGB). In der Mitgliederliste des IGB wird die Mitgliedschaft mit 1.564.767 angegeben (Stand: November 2017).

## Geschichte
Die Landsorganisation wurde im Jahr 1898 von 24 Gewerkschaftsverbänden, 13 Gewerkschaften und 19 anderen Organisationen mit einer Mitgliedzahl von 50.000 gegründet. Die Mitgliedszahl stieg rasch an. 1945 waren 45 Einzelgewerkschaften mit mehr als 1 Million Gewerkschaftsmitgliedern der LO angeschlossen. In den folgenden Jahrzehnten verringerte sich die Zahl der Einzelgewerkschaften aufgrund von Zusammenschlüssen und Umstrukturierungen, aber die Zahl der Mitglieder stieg kontinuierlich und erreichte Mitte der 1980er Jahre mit 2,2 Millionen ihren Höhepunkt. Am 31. Dezember 2014 hatte LO 1,47 Millionen Mitglieder.

## Mitgliedsgewerkschaften
- Svenska Byggnadsarbetareförbundet (Byggnads)
- Svenska Elektrikerförbundet
- Fastighetsanställdas Förbund
- Grafiska Fackförbundet – Mediafacket
- Handelsanställdas Förbund
- Hotell och Restaurang Facket
- Industrifacket Metall
- Svenska Kommunalarbetareförbundet
- Svenska Livsmedelsarbetareförbundet
- Svenska Musikerförbundet
- Svenska Målareförbundet
- Svenska Pappersindustriarbetareförbundet
- Seko – Facket för Service och Kommunikation
- Skogs- och Träfacket
- Svenska Transportarbetareförbundet

## Organisation
Organe der Landsorganisationen i Sverige sind:
- der Kongress, das höchste beschlussfassende Organ, das alle vier Jahre zusammentritt
- der Vorstand, bestehend aus Gewerkschaftsführung und elf gewählten Mitgliedern
- die Gewerkschaftsführung, bestehend aus vier Personen (Vorsitzender und drei Stellvertreter)

Die Zentrale befindet sich in Stockholm. Die lokale Arbeit der Landesorganisation erfolgt in 19 Bezirken und 258 Sektionen.